# Эвлия Челеби
Эвлия́ Челеби (осман. اوليا چلبى‎, тур. Evliya Çelebi; 25 марта 1611[…], Константинополь — 1682[…], Каир) — османский путешественник, более 40 лет странствовавший по Османской империи и сопредельным государствам.

## Биография

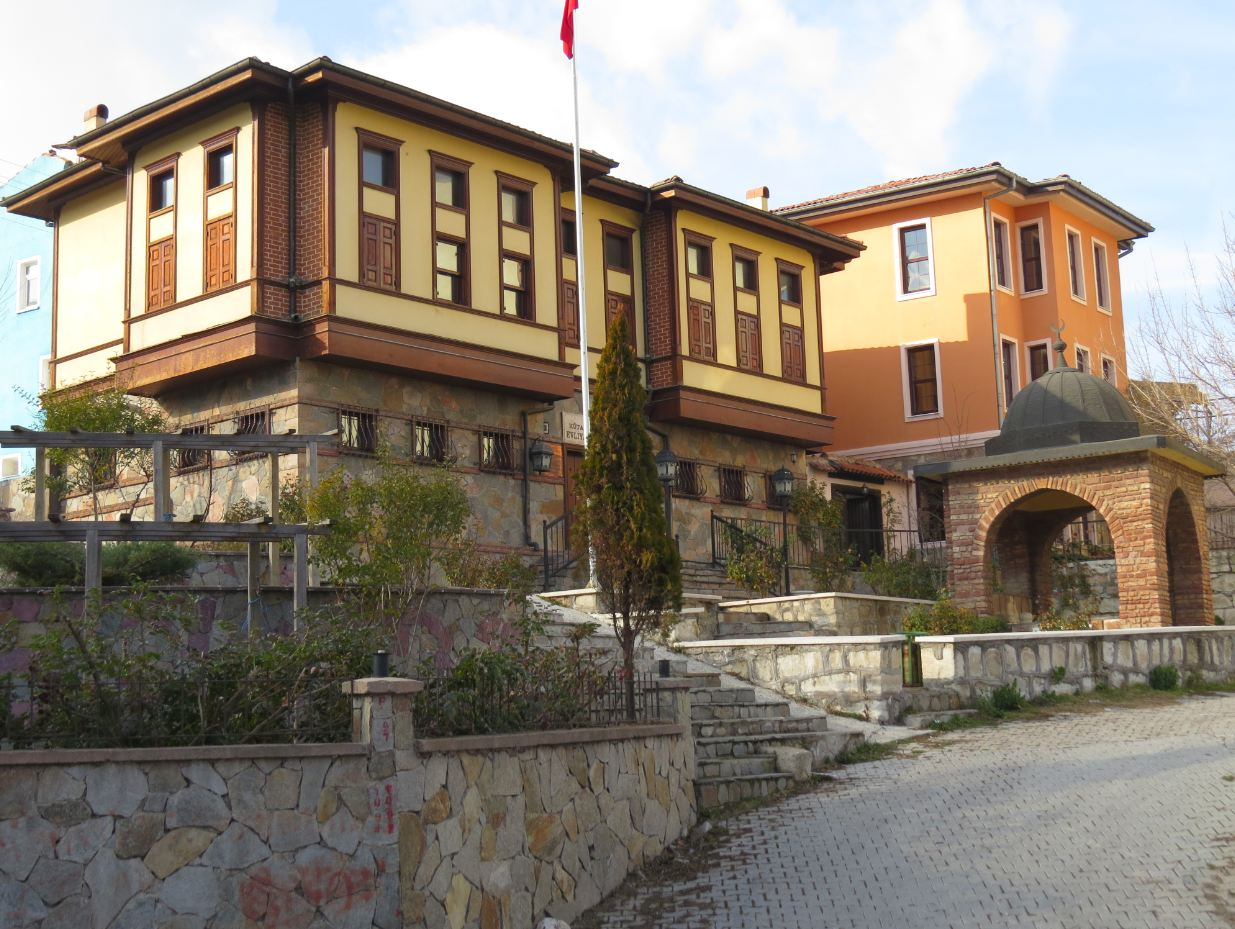
Дом Эвлии Челеби в Кютахье, в настоящее время используется как музей

Родился в 1611 году в Стамбуле в семье османского придворного ювелира Дервиша Мехмеда Зилли, получил превосходное образование. Его мать была родом из Абхазии.
Двоюродными братьями матери Эвлии Челеби были великий визирь Мелек Ахмед-паша, башдефтердар (государственный казначей) Дефтердарзаде Мехмед-паша, великий визирь Ипшир Мустафа-паша. Путешествия Эвлия Челеби в основном были связаны с назначениями его родственников в различные части империи Османов. Возможно, что он присоединился к суфийскому ордену Гюльшени, что следует из изучения его дома в Каире и граффити, в котором его имя написано как «Evliya-yı Gülşenî» (Эвлия из Гюльшени).
После первого путешествия по Стамбулу и составления заметок о зданиях, рынках, обычаях и культуре, он в 1640 году отправился в первое путешествие за пределы города. Все его заметки о путешествиях были собраны в десятитомную книгу Сейяхат-наме («Книга путешествий»). Несмотря на то, что в книге много преувеличений, эти записки являются достоверным описанием культурных аспектов и стиля жизни Османской империи XVII века.

## Путешествия
Сначала Челеби проезжал по территории Османской империи, затем посетил Кавказ, а после этого Австрию и Венгрию. В 1665 году он прибыл в Крым (Крымское ханство), где познакомился с крымским ханом Мехмедом IV Гераем (1641—1644, 1654—1666). Эвлия Челеби со свитой хана приехал в крепость Ор-Капы (Or Qapı, Перекоп), откуда и начал своё путешествие по Крыму (1666—1667 годы). Он указывал, что в 1660 году крымские татары имели северную границу у крепости Ор-Капы, степь (Дикое поле) тоже принадлежала хану, но там кочевали ногайцы: адиль, шайдак, ормит. Они платили подать за выпас стад и доставляли в Крым масло, мёд, рогатый скот, овец, ягнят и ясырь (русских рабов). Покинув Крым, через земли донских казаков он поднялся вверх по Волге, находился в исторической Башкирии у хэшдэков (башкир) и якобы дошёл до Казани. Следующее путешествие Эвлия Челеби совершил во Фракию, Македонию, на остров Крит. После совершения хаджа — паломничества в Мекку — Эвлия Челеби отправился в Египет.
Точная дата смерти неизвестна, предположительно умер Эвлия Челеби в 1682 году, в Каире.

## Произведения
Труд Эвлии имеет огромную ценность и как источник по истории, географии, лингвистике, архитектуре и по множеству иных вопросов, касающихся как жизни в османских владениях, так и в сопредельных странах. Первым исследователем и издателем его сочинения стал австриец Йозеф фон Хаммер в середине XIX века. Учёные сразу оценили богатство и уровень репрезентативности «Книги путешествия». Этот источник постоянно исследуется и до сих пор имеет огромный потенциал для науки.

## В популярной культуре

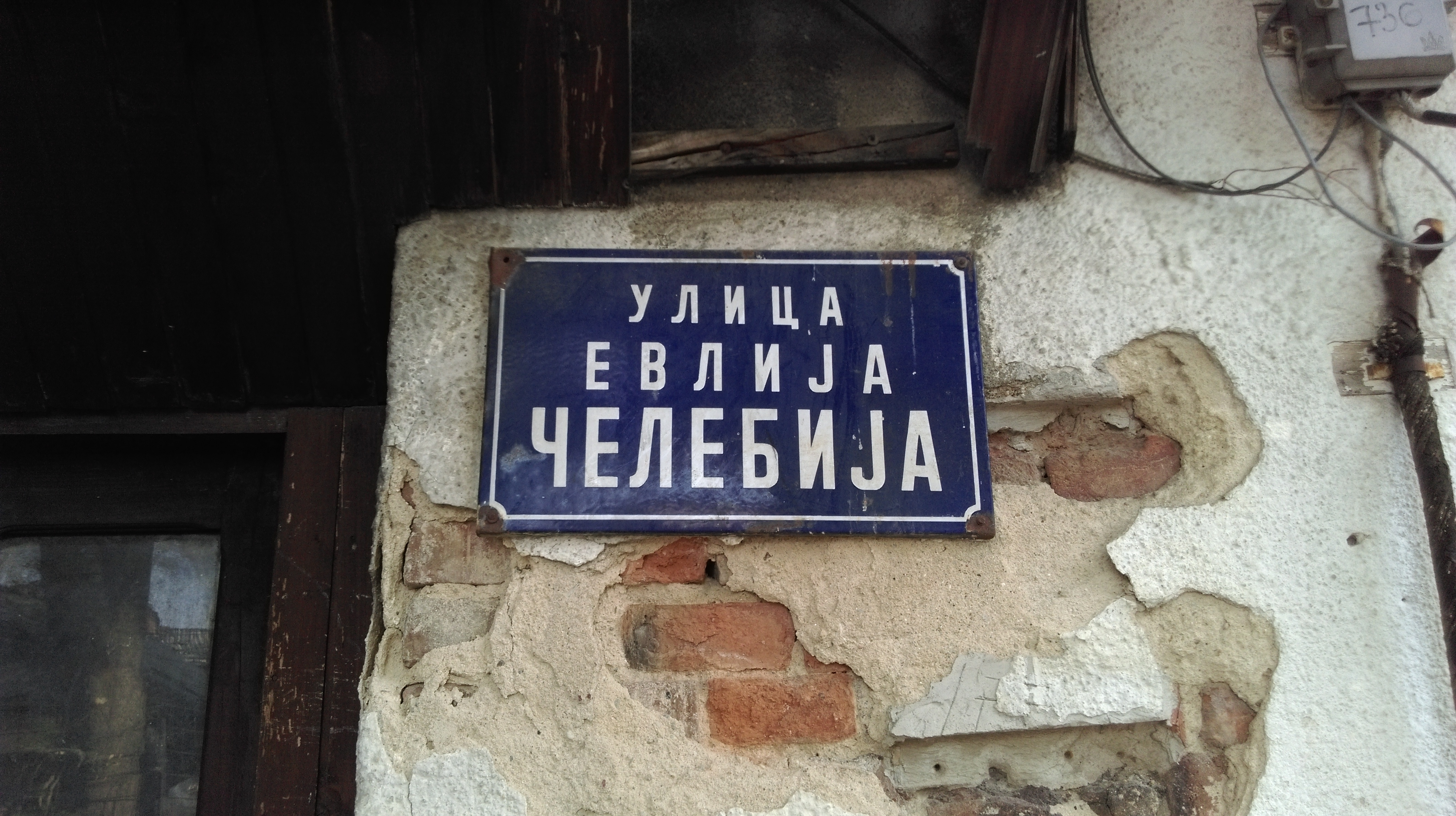
Улица Эвлии Челеби в современном Скопье

İstanbul Kanatlarımın Altında (Стамбул под моими крыльями, 1996) — фильм о жизни Хезарфена Ахмета Челеби, его брата Лагари Хасана Челеби и османского общества в начале XVII века, во время правления султана Мурада IV, основанный на описаниях Эвлии Челеби.
В турецком телесериале «Великолепный век. Империя Кёсем» актёр Неджип Мемилли исполнил роль Эвлии Челеби.